# 施設団
施設団（しせつだん、 英語表記:Engineer brigade）は、陸上自衛隊の団のひとつであり、施設科職種部隊としては最大規模の単位で、軍団レベルの上級部隊直轄の独立工兵旅団に相当する部隊である。

## 概要
施設団本部および施設団本部付隊、2個または4個の施設群のほか、直轄部隊としてダンプ車両中隊、施設器材隊等が編合される。団長には陸将補（二）または一等陸佐（一）が充てられ、本部所在駐屯地の駐屯地司令を兼補する。
1961年（昭和36年）8月17日に各方面隊に1個ずつ方面隊直轄部隊として5個施設団が編成された。方面隊隷下部隊への施設作業支援を任務とする。
北部方面隊の第3施設団のみ、一時廃止されており、2008年（平成20年）から2017年（平成29年）にかけて北部方面施設隊となっていた。

## 施設団の一覧
- 第1施設団（古河駐屯地）東部方面隊
- 第2施設団（船岡駐屯地）東北方面隊
- 第3施設団（南恵庭駐屯地）北部方面隊
- 第4施設団（大久保駐屯地）中部方面隊
- 第5施設団（小郡駐屯地）西部方面隊

## 配置・編成
- 北部方面隊
  - 第3施設団（南恵庭駐屯地）
    - 第3施設団本部
    - 第3施設団本部付隊
    - 第12施設群（岩見沢駐屯地）
      - 第398施設中隊「築城・障害」
      - 第399施設中隊「機動支援」
      - 第400施設中隊「交通」

    - 第13施設群（幌別駐屯地）
      - 第360施設中隊「機動支援」
      - 第361施設中隊「交通」（倶知安駐屯地）
      - 第383施設中隊「築城・障害」
      - 第302水際障害中隊

    - 第14施設群（上富良野駐屯地）
      - 第395施設中隊「築城・障害」
      - 第396施設中隊「機動支援」
      - 第397設施中隊「交通」（釧路駐屯地）

    - 第105施設器材隊
    - 第303ダンプ車両中隊

- 東北方面隊
  - 第2施設団（船岡駐屯地）
    - 第2施設団本部
    - 第2施設団本部付隊
    - 第10施設群（船岡駐屯地）
      - 第384施設中隊「築城、障害」
      - 第387施設中隊「交通」（岩手駐屯地）

    - 第11施設群（福島駐屯地）
      - 第357施設中隊「交通」（秋田駐屯地）
      - 第377施設中隊「築城・障害」

    - 第104施設器材隊
    - 第301水際障害中隊
    - 第312ダンプ車両中隊

- 東部方面隊
  - 第1施設団（古河駐屯地）
    - 第1施設団本部
    - 第1施設団本部付隊
    - 第4施設群（座間駐屯地）
      - 第364施設中隊「交通」
      - 第388施設中隊「築城・障害」

    - 第5施設群（高田駐屯地）
      - 第392施設中隊「築城・障害」
      - 第394施設中隊「交通」

    - 第101施設器材隊
    - 第306施設隊（松本駐屯地）
    - 第307施設隊（宇都宮駐屯地）
    - 第301ダンプ車両中隊

- 中部方面隊
  - 第4施設団（大久保駐屯地）
    - 第4施設団本部
    - 第4施設団本部付隊
    - 第6施設群（豊川駐屯地）
      - 第372施設中隊「交通」（鯖江駐屯地）
      - 第402施設中隊「築城・障害」（岐阜分屯地）

    - 第7施設群（大久保駐屯地）
      - 第380施設中隊「築城･障害」
      - 第382施設中隊「交通」（富山駐屯地）

    - 第102施設器材隊
    - 第304施設隊（出雲駐屯地）
    - 第305施設隊（三軒屋駐屯地）
    - 第304水際障害中隊
    - 第307ダンプ車両中隊

- 西部方面隊
  - 第5施設団（小郡駐屯地）
    - 第5施設団本部
    - 第5施設団本部付隊
    - 第2施設群（飯塚駐屯地）
      - 第367施設中隊「機動支援」
      - 第368施設中隊「交通」（湯布院駐屯地）
      - 第401施設中隊「築城・障害」

    - 第9施設群（小郡駐屯地）
      - 第375施設中隊「機動支援」
      - 第376施設中隊「交通」（都城駐屯地）
      - 第391施設中隊「築城・障害」

    - 第103施設器材隊
    - 第303水際障害中隊
    - 第305ダンプ車両中隊

## 沿革
施設団の編成
- 1961年（昭和36年）8月17日：

1. 第1施設団が第1建設群を母隊として朝霞駐屯地において編成完結。2個建設大隊、1個施設大隊、3個地区施設隊基幹。
2. 第2施設団が仙台駐屯地において編成完結。1個建設大隊、1個施設大隊、2個地区施設隊基幹。
3. 第3施設団が南恵庭駐屯地において編成完結。1個施設群（3個施設大隊）、4個地区施設隊基幹。
4. 第4施設団が大久保駐屯地において編成完結。1個建設大隊、1個施設大隊、7個地区施設隊基幹。
5. 第5施設団が小郡駐屯地において編成完結。1個施設群（2個施設大隊）、3個地区施設隊基幹。

- 1962年（昭和37年）1月18日：第4施設団改編。第105建設大隊を大久保駐屯地で新編し、隷下に編合。2個建設大隊、1個施設大隊、7個地区施設隊基幹。

施設団の改編（施設群の編成）
- 1972年（昭和47年）8月1日：第1施設団改編。建設大隊および施設大隊を廃止し、3個施設群に再編。
- 1973年（昭和48年）
  - 3月27日：第4施設団改編。建設大隊および施設大隊を廃止し、3個施設群基幹に再編。
  - 8月1日：第5施設団改編。施設大隊を廃止し、2個施設群基幹に再編。
- 1974年（昭和49年）3月26日：第2施設団改編。建設大隊および施設大隊を廃止し、2個施設群基幹に再編。
- 1976年（昭和51年）3月25日：第3施設団改編。施設大隊を廃止し、3個施設群に再編。

施設団の改編（施設群の一部廃止）
- 1999年（平成11年）3月29日：第4施設団改編。第8施設群（善通寺駐屯地）を廃止し、2個施設群基幹に再編。
- 2001年（平成13年）3月26日：第1施設団改編。第3施設群（座間分屯地）を廃止し、2個施設群基幹に再編。
- 2004年（平成16年）3月29日：第3施設団改編。第1施設群（南恵庭駐屯地）を廃止し、2個施設群基幹に再編。

第3施設団の改編
- 2008年（平成20年）3月26日：第3施設団（南恵庭駐屯地）を廃止・改編し、北部方面施設隊を南恵庭駐屯地に新編。第13施設群を第13施設隊に改編。2個施設群、1個施設隊基幹。
- 2017年（平成29年）3月27日：北部方面施設隊（南恵庭駐屯地）を廃止・改編し、第3施設団を南恵庭駐屯地に再編。第13施設隊を第13施設群に改編し、第14施設群を新編。3個施設群基幹。

施設団の改編（施設群内施設中隊の一部廃止）
- 2025年（令和07年）3月23日：第1施設団、第2施設団、第4施設団の施設群内の「機動支援」機能を持つ施設中隊を廃止。